# Will Hughes
William James „Will“ Hughes (* 17. April 1995 in Weybridge) ist ein englischer Fußballspieler, der seit 2021 bei Crystal Palace unter Vertrag steht.

## Karriere

### Derby County
Der erst im Sommer 2011 für die Jugendakademie von Derby County verpflichtete Will Hughes, debütierte am 5. November 2011 im Alter von nur 16 Jahren für den englischen Zweitligisten bei einer 2:3-Auswärtsniederlage bei Peterborough United. Bis zum Ende der Football League Championship 2011/12 bestritt er zwei weitere Ligaspiele und beendete die Saison mit seiner Mannschaft als Tabellenzwölfter. Im Verlauf der Saison 2012/13 etablierte sich der inzwischen 17-jährige Hughes unter Trainer Nigel Clough als Stammspieler. Am 1. September 2012 erzielte er beim 5:1-Heimsieg über den FC Watford seinen ersten Treffer für Derby und unterzeichnete einen Monat später einen bis zum Sommer 2015 gültigen neuen Vertrag.

### FC Watford
Am 24. Juni 2017 wechselte Hughes für eine Ablösesumme von 8 Millionen Pfund zum Erstligisten FC Watford.

### Crystal Palace
Zur Saison 2021/22 wechselte Hughes ligaintern zu Crystal Palace, wo er einen Dreijahresvertrag unterschrieb.

### Englische Nationalmannschaft
Der zuvor bereits in der englischen U-17-Nationalmannschaft eingesetzte Will Hughes debütierte am 13. November 2012 in der englischen U-21-Nationalmannschaft. Beim 2:0-Heimsieg im Freundschaftsspiel gegen Nordirland wurde der erst 17-Jährige in der 65. Minute für Josh McEachran eingewechselt und avancierte damit zum nach Theo Walcott zweitjüngsten Debütant in der U-21-Auswahl.